# Zapotèque de San Juan Guelavía
Le zapotèque de San Juan Guelavía (ou zapotèque de Guelavía, zapotèque de Tlacolula, zapotèque de San Juan) est une variété de la langue zapotèque parlée dans l'État de Oaxaca, au Mexique.

## Localisation géographique
Le zapotèque de San Juan Guelavía est parlé au centre de l'État de Oaxaca, au Mexique,.

## Dialectes
Le zapotèque de San Juan Guelavía possède les dialectes du zapotèque de Jalieza, de San Lucas Quiavini, de San Martín Tilcajete et de Teotitlán del Valle,.